# Po co?
Po co? (zapis stylizowany: PO CO?) – singel polskiego rapera Kinnego Zimmera. Singel został wydany 2 października 2024.

## Geneza utworu i historia wydania
Utwór napisali i skomponowali Kinny Zimmer oraz Jakub Latawiec (Kaptur).
Singel ukazał się w formacie digital download za pośrednictwem wytwórni płytowej SBM Label.

## Teledysk
Do utworu powstał teledysk w reżyserii Yulyi Litynskiej, który udostępniono w dniu premiery singla za pośrednictwem serwisu YouTube.

## Lista utworów
- Digital download

1. „Po co?” – 3:03

## Notowania

### Pozycje na listach sprzedaży
| Kraj   | Lista (2024)             | Najwyższa pozycja |
| ------ | ------------------------ | ----------------- |
| Polska | OLiS – single w streamie | 8                 |

## Certyfikaty
| Kraj          | Certyfikat  | Sprzedaż |
| ------------- | ----------- | -------- |
| Polska (ZPAV) | złota płyta | 62 500+  |